# 스기야마 고이치
스기야마 고이치(일본어: すぎやまこういち, [1931년 4월 11일~2021년 9월 30일)는 일본의 작곡가, 지휘자 및 오케스트레이션 관리자였다. 《드래곤 퀘스트》 시리즈의 음악을 작곡한 것으로 유명했다. 일본 백게몬(Backgammon)협회 명예회장, 일본작곡가협회(JCAA) 이사, 일본음악저작권협회 평의원 등을 역임했다.